# آرشاک مامیکونیان
آرشاک سارگسی مامیکونیان (ارمنی: Արշակ Սարգսի Մամիկոնյան زاده ۱۸ دسامبر ۱۸۷۲ - ۲ نوامبر ۱۹۳۷) یک بازیگر اهل ارمنستان بود. وی بین سال‌های تا میلادی فعالیت می‌کرد. وی بین سال‌های - تا - میلادی فعالیت می‌کرد.

## زندگی‌نامه
وی در ۳۰ دسامبر [سبک قدیمی: ۱۸ دسامبر] ۱۸۷۲ در تفلیس به دنیا آمد و از آموزشگاه لازاریان (۱۸۸۷) فارغ‌التحصیل شد.   وی همچنین برندهٔ جوایزی همچون هنرمند شایسته ارمنستان شوروی (۱۹۲۸) شده است. وی در ۲ نوامبر ۱۹۳۷ در سن ۶۴ سالگی در تفلیس درگذشت.